# Hypnum pseudoinvolvens
Hypnum pseudoinvolvens là một loài Rêu trong họ Hypnaceae. Loài này được Müll. Hal. mô tả khoa học đầu tiên năm 1876.